# أحمد فؤاد محيي الدين
أحمد فؤاد محيي الدين (القليوبية 16 فبراير 1926 - القاهرة 5 يونيو 1984) سياسي وطبيب مصري، شغل منصب رئيس وزراء مصر في الفترة من 2 يناير 1982 حتى 5 يونيو 1984، كما شغل منصب وزير الإعلام في الفترة من 10 سبتمبر 1981 وحتى 31 يناير 1982.

## التأهيل العلمي
- بكالوريوس الطب عام 1949
- دراسات عليا في الاقتصاد والسياسة من كلية الحقوق جامعة القاهرة.
- دكتوراه في الأشعة من جامعة القاهرة عام 1953.

## حياته المهنية
- أحد أعضاء اللجنة الوطنية للعمال والطلبة عام 1946.
- معيداً بالقصر العيني عام 1946.
- تفرغ للعمل السياسي كأمين للاتحاد الاشتراكي بالقليوبية عام 1965.
- عُيِّن محافظاً لمحافظة الشرقية عام 1968.
- عُيِّن محافظاً لمحافظة الإسكندرية عام 1971.
- عُيِّن محافظاً لمحافظة الجيزة عام 1973.
- عُيِّن وزيراً للدولة للإدارة المحلية عام 1973.
- عُيِّن وزيراً للشباب عام 1974.
- عُيِّن وزيراً للإعلام في الفترة من 10 سبتمبر 1981 وحتى 31 يناير 1982.
- كان نائباً أول لرئيس الوزراء عام 1981.
- تولّى رئاسة وزراء مصر من عام 1982 وحتى عام 1984.

### وفاته
- توفي في عام 1984 أثناء أداء عمله.

## روابط خارجية
- أحمد فؤاد محيي الدين على موقع مونزينجر (الألمانية)